# Eumichtis aegyptiaca
Eumichtis aegyptiaca là một loài bướm đêm trong họ Noctuidae.